# Emplocia bifenestrata
Emplocia bifenestrata är en fjärilsart som beskrevs av Herrich-Schäffer 1855. Emplocia bifenestrata ingår i släktet Emplocia och familjen mätare. Inga underarter finns listade i Catalogue of Life.